# Jens von Hagen
Jens von Hagen (auch Jens vom Hagen; * 5. März 1888 als Friedrich Wilhelm August Müller in Rheydt, Deutsches Reich; † 7. April 1964 in Werneck) war ein deutscher Opernsänger und Schauspieler bei Bühne und Film.

## Leben
Der Sohn des Fabrikbesitzers August Müller und seiner Frau Jenny, geb. vom Hagen, besuchte das Realgymnasium und eine Fachschule für Textilindustrie, ehe er von 1916 bis 1918 als Referent im Kriegsministerium eingestellt wurde. Nach dem Krieg betätigte sich von Hagen als Kaufmann, will aber nach eigenem Bekunden bereits seit 1920 in Stummfilmen (Titel nicht nachweisbar) mitgewirkt haben. Erst 1929 nahm von Hagen Schauspielunterricht. Er wirkte an mehreren Berliner Bühnen und ging auf Theatertournee.
Im Dritten Reich war Jens von Hagen eine gut beschäftigte Charge im Film und verkörperte zu Beginn oftmals Offiziere, so auch in Der Kurier des Zaren, Das Schloß in Flandern und Die Nacht mit dem Kaiser, später auch einen Pokerspieler, einen Journalisten, einen Höfling und einen Kapitän. Nach 1945 gab Jens von Hagen seine Filmarbeit weitgehend auf und zog nach Bad Kissingen, wo er als Gesangspädagoge arbeitete. Er starb 1964 in Werneck.
Von Hagen war von 1914 bis 1920 mit Irene Biertz und von 1921 bis 1923 mit Pauline Schild verheiratet. Ab 1924 führte er den amtlichen Familiennamen Müller-vom Hagen. 1946 schloss er in Bad Kissingen eine dritte Ehe.

## Filmografie
- 1933: Saison in Kairo
- 1935: Der Kurier des Zaren
- 1936: Das Schloß in Flandern
- 1936: Truxa
- 1936: Es geht um mein Leben
- 1936: Die Nacht mit dem Kaiser
- 1937: Revolutionshochzeit
- 1938: Die fromme Lüge
- 1938: Verklungene Melodie
- 1938: Der Fall Deruga
- 1938: Rote Orchideen
- 1938: Eine Nacht im Mai
- 1938: Liebesbriefe aus dem Engadin
- 1939: Robert Koch, der Bekämpfer des Todes
- 1939: Sensationsprozeß Casilla
- 1940: Friedrich Schiller – Triumph eines Genies
- 1940: Ein Lied vom Stahl
- 1941: U-Boote westwärts!
- 1942: Rembrandt
- 1942: Der Fall Rainer
- 1942: Die Entlassung
- 1956: Glücksritter